# Utica Comets
Die Utica Comets sind eine Eishockeymannschaft aus der American Hockey League (AHL). Sie spielen als zweites Franchise unter diesem Namen seit 2021 in Utica im Bundesstaat New York und tragen ihre Heimspiele im Adirondack Bank Center aus. Sie fungieren als Farmteam der New Jersey Devils aus der National Hockey League.
Bereits von 2013 bis 2021 firmierte ein erstes Franchise unter dem Namen Utica Comets, das mit den Vancouver Canucks kooperierte. Nach der Spielzeit 2020/21 verlegten sie ihr Farmteam als Abbotsford Canucks deutlich näher an Vancouver heran, wobei die entstehende Lücke direkt von den Binghamton Devils gefüllt wurde, die nach Utica verlegt wurden. Der ursprünglich geplante Name „Utica Devils“ wurde dabei nicht genutzt, sodass letztlich nur die Teamfarben verändert und den Devils angeglichen wurden.

## Saisonstatistik
| Saison  | GP | W  | L  | OTL | SOL | GF  | GA  | PTS | Platzierung | Play-offs                                                 |
| 2013/14 | 76 | 35 | 32 | 5   | 4   | 187 | 216 | 79  | 3., North   | nicht qualifiziert                                        |
| 2014/15 | 76 | 47 | 20 | 7   | 2   | 219 | 182 | 103 | 1., North   | Calder-Cup-Finale                                         |
| 2015/16 | 76 | 38 | 26 | 8   | 4   | 224 | 217 | 88  | 3., North   | Niederlage in der ersten Runde                            |
| 2016/17 | 76 | 35 | 32 | 7   | 2   | 195 | 220 | 79  | 5., North   | nicht qualifiziert                                        |
| 2017/18 | 76 | 38 | 26 | 8   | 4   | 211 | 216 | 88  | 4., North   | Niederlage in der ersten Runde                            |
| 2018/19 | 76 | 34 | 34 | 6   | 2   | 224 | 257 | 76  | 6., North   | nicht qualifiziert                                        |
| 2019/20 | 61 | 34 | 22 | 3   | 2   | 210 | 186 | 76  | 3., North   | Playoffs aufgrund der COVID-19-Pandemie nicht ausgespielt |
| 2020/21 | 28 | 16 | 11 | 0   | 1   | 89  | 88  | 33  | 4., North   | Playoffs aufgrund der COVID-19-Pandemie nicht ausgespielt |

Legende: GP = gespielte Spiele, W = gewonnene Spiele, L = verlorene Spiele, T = unentschiedene Spiele, OL = nach Verlängerung verlorene Spiele, SOL = nach Penalty-Schießen verlorene Spiele, GF = geschossene Tore, GA = kassierte Tore, PTS = Punkte